# 田玉龙
田玉龙（1963年5月—），男，汉族，河北蔚县人，中华人民共和国政治人物。现任中华人民共和国工业和信息化部党组成员、總工程師